# Robert-Bosch-Weg
Der Robert-Bosch-Weg, früher kurz Boschweg, ist der Verbindungsweg von der Stuttgarter Hütte zur Ulmer Hütte in den Lechtaler Alpen, der die Grenze zwischen den beiden österreichischen Bundesländern Vorarlberg und Tirol überschreitet. Der Weg führt zunächst als Höhenweg ständig leicht ansteigend von der Stuttgarter Hütte am Hang der Roggspitze vorbei bis unterhalb der Trittscharte. Dort führt der Weg über einen Gletscherrest hinauf zur Scharte und auf der anderen Talseite hinunter zur Ulmer Hütte. Der Weg über die Trittscharte ist derzeit offiziell aufgrund hoher Steinschlaggefahr gesperrt. Als Variante kann man die Trittscharte umgehen und über den Vallugagrat und das Valfagehrjoch zur Ulmer Hütte gelangen.
Der Weg wurde mit Mitteln von Robert Bosch 1911 angelegt. Er finanzierte den Bau als Mitglied der Sektion Schwaben des Deutschen und Österreichischen Alpenvereins. 2011 unterstützte die Robert Bosch GmbH aus Anlass des 100-jährigen Bestehens des Weges und des 150. Geburtstages ihres Gründers die Erneuerung des Weges. Er wurde dabei etwas näher in Richtung des Vallugagipfels verlegt und durchgängig weiß-blau markiert. Des Weiteren wurde er in diesem Jahr auch zu Ehren des Stifters in „Robert-Bosch-Weg“ umbenannt.
Der Robert-Bosch-Weg ist ein Teilstück der erweiterten Lechquellenrunde.

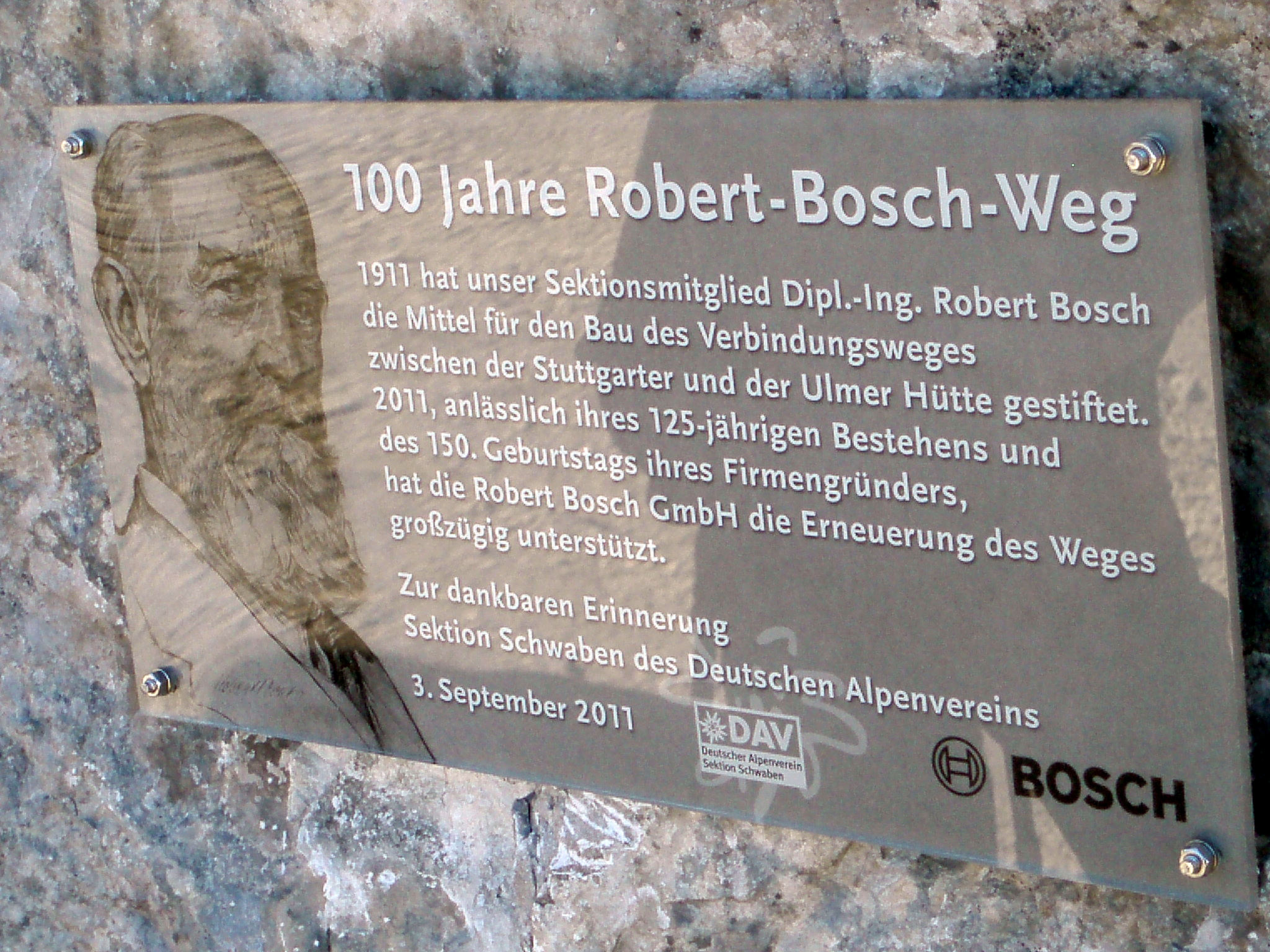
Gedenktafel am Robert-Bosch-Weg